# Sinicaepermenia
Sinicaepermenia – rodzaj motyli z podrzędu Glossata i rodziny Epermeniidae.
Rodzaj ten opisany został w 1990 roku przez Johna B. Heppnera. Gatunkiem typowym jest S. taiwanella.
Motyle o długości przedniego skrzydła od 4 do 5 mm. Głowa o nitkowatych czułkach i nagim haustellum. Na tylnych goleniach dwa rządki kolców po stronie grzbietowej. Skrzydła silnie wydłużone o charakterystycznej żyłce R5+M1. Narządy rozrodcze samców o krótkim winkulum i szerokim unkusie, zlanym z tegumenem. Torebka kopulacyjna samicy jajowata i opatrzona pojedynczym znamieniem z wewnętrznym, płaskim ostrzem.
Rodzaj znany z Tajwanu i Tajlandii.
Należą tu 2 gatunki:
- Sinicaepermenia taiwanella Heppner, 1990
- Sinicaepermenia sauropophaga Gaedike, Kuroko et Funahashi, 2008